# Vridsted
Vridsted er en landsby i Midtjylland med 599 indbyggere  (2024). Vridsted er beliggende 13 kilometer syd for Skive og fem kilometer vest for Sjørup. Byen ligger i Region Midtjylland og hører til Viborg Kommune. Vridsted er beliggende i Vridsted Sogn. I landsbyen ligger en folkeskole ved navn Vestfjendsskolen med 286 elever (2017). I Vridsted finder man desuden en Min Købmand  og idrætsforeningen, Vridsted IF. 